# Універсідад де Чилі
«Універсіда́д де Чи́лі» (ісп. Club Universidad de Chile) — чилійський футбольний клуб із Сантьяго. Заснований 24 травня 1927 року.

## Досягнення
- Чемпіон Чилі (18): 1940, 1959, 1962, 1964, 1965, 1967, 1969, 1994, 1995, 1999, 2000, 2004 А, 2009 А, 2011 А, 2011 К, 2012 A, 2015 A, 2017 К
- Володар Кубка Чилі (6): 1979, 1998, 2000, 2012–13, 2015, 2024
- Володар Суперкубка Чилі (1): 2015
- Південноамериканський кубок (1): 2011